# ウォルト・ディズニー・ワールド鉄道
ウォルト・ディズニー・ワールド鉄道（ウォルト・ディズニー・ワールドてつどう、Walt Disney World Railroad）はウォルト・ディズニー・ワールドのマジック・キングダムにあるアトラクションの名称である。

## 概要
ウォルト・ディズニー・ワールド鉄道(Walt Disney World Railroad)は、蒸気機関車のアトラクション。パークの外延部に沿って１周するように走っている。パーク内には、メインストリートUSA・ステーション、フロンティアランド・ステーション、ファンタジー・ステーションの3つの駅が設置され、パーク内の移動手段として利用することができる。3つの駅では乗り降り自由。本アトラクションで運行されている4種類の機関車は、1916年から1928年の間にボールドウィン・ロコモティブ・ワークス によって製造された。座席の向きは、進行方向を向いたクロスシートとなっている。
2011年2月まで、トゥーンタウン・ステーションも存在したがファンタジーランド拡張工事に伴いクローズし、2012年3月にファンタジーランド・ステーションとして再オープンした。また、給水塔がこの駅にある為、工事の影響でクローズしている際も、同様の位置で給水の為の運転停車を行っていた。